# فولام
فولام (به انگلیسی: Fulham) ناحیه‌ای در منطقه همرسمیت و فولام، با کدپستی SW6 در جنوب غربی لندن است.
این ناحیه در بخش داخلی لندن، با فاصلهٔ ۳٫۷ مایل (۶٫۰ کیلومتر) در جنوب غربی چرینگ کراس واقع شده‌است. فولام در ساحل شمال رودخانه تیمز، بین پاتنی و چلسی قرار دارد.

## افراد قابل توجه از فولام
- لسلی آرتور ویلکاکس (متولد ۱۳ مارس ۱۹۰۴)
- تونی هالیدی (متولد ۵ ژوئیه ۱۹۶۴)
- اگزمپل (موسیقی‌دان) (متولد ۲۰ ژوئن ۱۹۸۲)
- دنیل ردکلیف (متولد ۲۴ ژوئیه ۱۹۸۹)
- لی‌لی آلن (متولد ۲ مه ۱۹۸۵)